# Gularia
Gularia é um género botânico pertencente à família das orquídeas (Orchidaceae).